# Boubacar Traoré (calciatore 2001)
Boubacar Traoré (20 agosto 2001) è un calciatore maliano, centrocampista del Metz in prestito dal Wolverhampton e della nazionale maliana.

## Caratteristiche tecniche
È un centrocampista centrale con caratteristiche difensive, abile nel pressing e nei contrasti.

## Carriera

### Club
Il 22 agosto 2019 il Metz annuncia l'acquisto di Traoré dal Bamako a titolo definitivo. Il giocatore firma un contratto fino al 2024; dopo essere inizialmente stato aggregato alla squadra riserve del club, nella stagione 2020-2021 segna una rete in 2 partite nella prima divisione francese.
Il 1º settembre 2022 si trasferisce al Wolverhampton con la formula del prestito. Il 1° febbraio 2023 viene riscattato dai wolves, firmando un contratto valido fino al 2027.
Il 24 luglio 2025 ritorna al Metz, questa volta in prestito.

### Nazionale
Con la nazionale Under-20 maliana ha preso parte alla Coppa delle nazioni africane Under-20 2019 (peraltro vinta) ed al campionato mondiale di calcio Under-20 2019.
Nel 2022 ha esordito in nazionale maggiore; nel 2023 ha partecipato alla Coppa d'Africa.

## Palmarès

### Nazionale
- Coppa delle nazioni africane Under-20: 1

2019